# Sibun River
Sibun River är ett vattendrag i Belize. Det ligger i den östra delen av landet, 50 km öster om huvudstaden Belmopan.